# 异叶黄鹌菜
异叶黄鹌菜（学名：Youngia heterophylla）为菊科黄鹌菜属下的一个种。

## 扩展阅读
- 維基物種上的相關：异叶黄鹌菜